# Novorusia
Novorusia (în rusă Новороссия, transliterat: Novorossiia, în ucraineană Новоросія, transliterat: Novorosiia, adică Noua Rusie) este o regiune istorică în sudul Ucrainei și sud-vestul Rusiei. Cuprinde zona de stepă din nordul Mării Negre, situată între Nistru, la vest, și rîul Kuban, la est. Sudul Transnistriei, adică interfluviul dintre cursul inferior al Nistrului și cel al Bugului de Sud (regiune cunoscută în timpul stăpânirii tătare, respectiv otomane sub denumirea de Edisan) este o subregiune a Novorusiei. Cel mai important oraș ("capitala istorică") a regiunii este Odesa. De fapt, Novorusia coincide cu teritoriul fostului Hanat al Crimeei cucerit de Imperiul Rus la finele secolului al XVIII-lea d.C. Între 1774 și 1861 zona a fost masiv populată cu coloniști ruși și ucraineni, dar și germani (așa-numiții germani pontici). În spațiul dintre Nistru și Nipru au existat și importante enclave de populație românească, azi parțial asimilată.